# José Sánchez
José Luis Sánchez Sánchez (nascido em 27 de julho de 1941) é um ex-ciclista olímpico costa-riquenho. Representou sua nação em dois eventos nos Jogos Olímpicos de Verão de 1968.